# Ден (фараон)
Ден, још познат као Хор-Ден, Девен и Удиму, је Хорусово име раноегипатског фараона из Прве династије. Владао је вероватно у периоду 2870. п. н. е. — 2820. п. н. е. 
Он је владар из раноегипатског периода о коме постоји највише археолошких налаза. За фараона Дена се тврди да је донео просперитет своме царству и многе иновације се приписују добу његове владавине. Био је први владар који је користио титулу „Краљ Доњег и Горњег Египта“, и први који је представљан са двоструком црвено-белом круном. Фараон Ден је у време своје владавине увео правила дворског ритуала, што га је учинило веома цењеним међу наследницима. Важна иновација из овог доба било је увођење писања бројева хијероглифима, што је коришћено за записивање података о порезима и годинама. Под његове гробнице у Абидосу начињен је од црвеног и црног гранита, што је први пример употребе овог материјала у старом Египту.
Био је син фараона Џета и краљице Меритнеит. Његова мајка је владала док је он био дечак. Манетон тврди да је владао 20 година. Египтолози обично прихватају податак са Камена из Палерма где стоји да је владао 42 године. Имао је 4 жене. Наследио га је син - Анеџиб, док о осталој деци нема података. 